# Michel Blondy
Michel Blondy (1675 – Parigi, 6 agosto 1739) è stato un ballerino e coreografo francese.

## Biografia
Michel Blondy nacque in una famiglia strettamente legata al mondo della danza: il padre era maestro di balletto e lo zio era il coreografo Pierre Beauchamp. Nel 1691 esordì all'Académie Royale de Musique, dove godette di un grande successo e danzò spesso accanto a Marie-Thérèse de Subligny. Nel 1729 subentrò a Louis Pécour in qualità di compositeur des ballets della compagnia, che diresse per i dieci anni successivi fino alla sua morte nel 1739.

## Opere
Per l'Académie Royale de Musique Blondy coreografò numerosi balletti e interludi danzati di diverse opere liriche, tra cui:
- 1714 : Les Fêtes de Thalie, partitura di Mouret
- 1721 : Les Fêtes vénitiennes, partitura di Campra
- 1728 : La Princesse d'Élide, partitura di Villeneuve
- 1728 : Hypermnestre, partitura di Gervais
- 1729 : Les Amours des déesses, partitura di Lully
- 1730 : Phaéton, partitura di Lully
- 1732 : Callirhoé, partitura di Destouches
- 1732 : Les Sens, partitura di Mouret
- 1733 : Les Fêtes grecques et romaines, partitura di Blamont
- 1734 : Les Éléments, partitura di Lalande et Destouches
- 1734 : Pirithoüs, partitura di Mouret
- 1734 : Les Plaisirs champêtres, partitura di Rebel
- 1735 : Les Indes galantes, partitura di Rameau
- 1736 : Les Voyages de l'amour, partitura di Boismortier
- 1739 : Alceste, partitura di Lully